# Droga wojewódzka 322
Die Droga wojewódzka 322 (DW 322) ist eine einen Kilometer lange Droga wojewódzka (Woiwodschaftsstraße) in der polnischen Woiwodschaft Niederschlesien, die in Wrocław liegt und die Droga wojewódzka 320 mit dem Bahnhof Wrocław Osobowice verbindet. Die Strecke liegt in der kreisfreien Stadt Wrocław.

## Streckenverlauf
Woiwodschaft Niederschlesien, Kreisfreie Stadt Wrocław
-  Wrocław (Breslau) (A 4, A 8, S 5, S 8, DK 5, DK 35, DK 94, DK 98, DW 320, DW 327, DW 336, DW 337, DW 342, DW 347, DW 349, DW 356, DW 359, DW 362, DW 395, DW 452, DW 453, DW 455)